# Таџикистан на Светском првенству у атлетици у дворани 2010.
Таџикистан је учествовао на Светском првенству у атлетици у дворани 2010. одржаном у Дохи од 12 до 14. марта осми пут. Репрезентацију Таџикистана представљала су један атлетичар који се такмичио у трци на 1.500 метара.
Представник Таџикистана није освојио ниједну медаљу али је постигао најбољи лични резултат сезоне.

## Резултати

### Мушкарци
| Атлетичар    | Дисциплина | Лични рекорд | Квалификације | Квалификације | Финале               | Финале       | Детаљи |
| Атлетичар    | Дисциплина | Лични рекорд | Резултат      | Место         | Резултат             | Место        | Детаљи |
| ------------ | ---------- | ------------ | ------------- | ------------- | -------------------- | ------------ | ------ |
| Ајмал Амиров | 1.500 м    | 3:51,75      | 4:03,75 ЛРС   | 9. груп. 2    | Није се квалификовао | 24 / 24 (25) |        |